# Killaloe, Hagarty and Richards
Killaloe, Hagarty and Richards to gmina (ang. township) w Kanadzie, w prowincji Ontario, w hrabstwie Renfrew.
Powierzchnia Killaloe, Hagarty and Richards to 395,91 km².
Według danych spisu powszechnego z roku 2001 Killaloe, Hagarty and Richards liczy 2492 mieszkańców (6,29 os./km²).